# Ponthieva campestris
Ponthieva campestris är en orkidéart som först beskrevs av Frederik Michael Liebmann, och fick sitt nu gällande namn av Leslie Andrew Garay. Ponthieva campestris ingår i släktet Ponthieva och familjen orkidéer. Inga underarter finns listade i Catalogue of Life.